# Raoul Ier d'Exoudun
Raoul Ier d'Exoudun, (v. 1169-1er mai 1219) est un cadet de la maison de Lusignan, seigneur d'Exoudun, La Mothe, Chizé, Benet, Villeneuve, Melle (av. 1190-1219) et Civray (1200-1219). Il devient par mariage, avec Alix d'Eu, comte d'Eu en Normandie, baron d'Hastings et de Tickhill en Angleterre (1191-1219). Il est un soutien fidèle du roi d'Angleterre, comte de Poitou, duc de Normandie, Richard Cœur de Lion.

## Biographie

### Famille
Raoul est le second fils d'Hugues le Brun (av. 1124-v. 1169) et d'Aurengarde d'Exoudun (av. 1124-v. 1174). Il est le frère cadet d'Hugues IX le Brun (av. 1151-11 août 1219), seigneur de Lusignan (ap. 1171-1219) et comte de la Marche (1199-1219). Il a également pour frère utérin Hugues de Surgères (v.1174-1212), vicomte baillistre de Châtellerault (1203-1212), dont il sera le successeur,,.
Ses oncles paternels sont Geoffroy Ier de Lusignan (av. 1150-1216), seigneur de Vouvant et de Mervent, Aimery II de Lusignan (av. 1152-1205) roi de Chypre (1195-1205) et Guy de Lusignan (av. 1153-1194) roi de Jérusalem (1186-1192).

#### Héritage
Raoul est le petit-fils d'Hugues VIII de Lusignan (v. 1097-ap. 1171). Le décès de son père intervient peu d'années après sa naissance. Son éducation et la régence sont assurés par sa grand-mère Bourgogne de Rancon et surtout par son oncle Geoffroy Ier de Lusignan.
Raoul reçoit, en apanage, les châteaux de Civray, Benet et Chizé. Il hérite des terres maternelles d'Exoudun, de La Mothe et du prénom de son grand-père : Raoul d'Exoudun,. Il en porte aussi le nom à la place du patronyme Lusignan.

#### Sous-lignage
Raoul Ier est le fondateur du sous-lignage, d'Exoudun de la maison de Lusignan.

### Les bienfaits du roi Richard d'Angleterre
Raoul obtient le château fort de Drincourt et après le décès d'Henri II d'Eu, en juin 1190, il reçoit de son suzerain, Richard Cœur de Lion, la main d'Alix, riche héritière du comté d'Eu et des baronnies anglaises d'Hastings et de Tickhill,.

#### L'accession au rang comtal
En faisant épouser Alix d'Eu à Raoul, le roi d'Angleterre fournit à la famille de Lusignan une compensation de taille pour le comté de la Marche et s'assure la fidélité du nouveau comte d'Eu et des autres membres du lignage. En 1191, Raoul effectue son premier acte en tant que comte d'Eu. Raoul pourrait avoir également reçu Melle en fief de Richard Cœur de Lion.
De plus, en 1199, il est décidé d'une grande union entre les Lusignan et les Taillefer. Son frère aîné, Hugues IX le Brun, seigneur de Lusignan, doit épouser Isabelle héritière du comté d'Angoulême,,. Richard Cœur de Lion, après avoir accordé à Raoul les possessions normandes d'Eu, permet à l'aîné du lignage d'accéder lui aussi au rang comtal. Cette union permet au souverain anglais de stabiliser le nord de l'Aquitaine en faisant basculer l'Angoumois, toujours hostile aux Plantagenêt, dans les mains d'une maison fidèle.

#### Mort et succession de Richard
La mort de Richard Cœur de Lion, à Chalus le 6 avril 1199,,,, pose la question de sa succession entre les partisans d'Arthur, duc de Bretagne et ceux de Jean d'Angleterre, comte de Mortain. Les Taillefer portent leur soutien au jeune duc de Bretagne. Les Lusignan choisissent de soutenir le dernier fils d'Aliénor d'Aquitaine.

### Le groupe familial: une solidarité politique

#### Le comté de la Marche
Hugues IX le Brun en capturant Aliénor d'Aquitaine, lors de son passage sur ses terres en décembre 1199, se fait remettre le comté de la Marche par la reine pour prix de sa libération,,. Le 28 janvier 1200 à Caen, Raoul et Hugues IX, prêtent serment à Jean sans Terre successeur de Richard à la tête des duchés d'Aquitaine et de Normandie,. Raoul obtient en retour la terre poitevine de Civray et son château, possession familiale saisie par Henri II Plantagenêt en 1183 à la suite de la révolte de Geoffroy Ier de Lusignan,.

#### L'enlèvement d'Isabelle d'Angoulême
En août 1200, Le roi Jean d'Angleterre, voulant éviter la constitution d'un vaste domaine féodal qui affaiblirait la domination de la couronne dans le nord du duché d'Aquitaine, enlève Isabelle d'Angoulême fiancée à son frère aîné Hugues IX le Brun. Cet acte pousse la famille de Lusignan à en appeler à Philippe-Auguste pour obtenir justice. Comme Jean sans Terre refuse de se présenter à son suzerain pour répondre de ses actes, le 28 avril 1202 Philippe Auguste prononce la commise des biens du Plantagenêt en France,,,. Pour concurrencer les prétentions de Jean sans Terre et d'Isabelle sur l'Angoumois, Hugues IX le Brun épouse la cousine d'Isabelle : Mathilde, fille unique du comte Vulgrin III d'Angoulême (♰ 1181).
En représailles le roi d'Angleterre saisit les possessions anglaises de Raoul et d'Alix : les châteaux de Hastings et de Tickhill, ainsi que toutes leurs dépendances. De plus, les fiefs normands sont attaquées et Raoul doit se retrancher dans son château de Drincourt, qu'il parvient à défendre jusqu'en 1202 contre les assauts du sénéchal de Normandie. La prise de la Normandie par Philippe-Auguste permet finalement à Raoul et à son épouse de retrouver leurs possessions normandes.

#### Le bail de Châtellerault (1212-1218)
De 1212 à 1218, Raoul, est nommé baillistre de Châtellerault en remplacement de son frère utérin Hugues de Surgères, décédé (♰ 1212). Raoul exerce la régence et reçoit les revenus de la vicomté de Châtellerault pendant la minorité de l'héritière : Clémence (1201-1239), fille du défunt Hugues III, (♰ 1203) et d'Eustachie de Mauléon. La tutelle exercée par Aimeri II de Châtellerault sur Clémence prend fin en 1221. Elle épouse deux ans plus tard le cousin germain de Raoul : Geoffroy II de Lusignan, fils de Geoffroy Ier, seigneur de Vouvant et de Mervent.

#### Le traité de Parthenay (1214)
Il faudra attendre 1214 et le débarquement de Jean sans Terre en Aunis pour que les Lusignan se rangent de nouveau aux côtés du roi d'Angleterre. À Parthenay, un traité est conclu le 27 mai 1214 permettant à Alix de retrouver tous ses droits et de se voir restituer les châteaux de Hastings et de Tickhill. Le 11 août, le roi accuse réception des lettres patentes par lesquelles Jean de Bassingburn confirme avoir remis le château de Tickhill dans le Yorkshire aux hommes du comte. Ce retour du couple comtal dans le giron Plantagenêt, incite Philippe-Auguste à confisquer immédiatement le comté d'Eu en Normandie. Le traité de Parthenay prévoyait cette éventualité : un accord financier est établi avec l'ensemble des membres de la famille Lusignan et le roi Jean.

### La première guerre des Barons
La restitution de l'honneur de Tickhill au comte d'Eu, en vertu de prétentions qui remontaient à une concession du roi Étienne, a aiguisé l'appétit des autres nobles anglais. Leurs revendications, s'ajoutant à un antagonisme de plus en plus vif avec le roi Jean, ont concouru à déclencher leur soulèvement de 1215 et la première guerre des barons. Raoul d'Eu reste alors fidèle au roi d'Angleterre qui lui attribue en octobre la garde de toutes les terres de ses ennemis autour de sa baronnie d'Hastings, dans les comtés de Sussex et du Kent. Mais il perd l'honneur de Tickhill que Robert de Vieuxpont lui arrache, probablement avec l'appui des barons révoltés.
Dans le courant de l'année 1216, le roi écrit à plusieurs reprises, sans grand succès semble t-il, pour que le sheriff de Nottingham rendent ses terres à Raoul d'Exoudun. Après la bataille de Lincoln et la défaite de Louis de France en Angleterre, Raoul réclame la restitution des terres dont il a perdu le contrôle pendant la guerre. Par une série de lettres patentes, le gouvernement fait rétrocéder au comte d'Eu toutes les terres qu'il possédait avant le début de la révolte des barons et ordonne à Robert de Vieuxpont de lui remettre le château de Tickhill.
Le 28 septembre 1217, Raoul envoie son fils Garin, peut-être un bâtard, pour recevoir de Robert de Vieuxpont la saisine de l'ensemble de l'honneur. Le connétable refuse de rendre le château et oblige les régents à composer avec lui. Pour éviter de perdre le soutien de Raoul qui leur paraît vital pour maintenir les domaines du roi en Poitou, ils offrent à Robert de Vieuxpont le poste de sheriff de Cumberland en échange de sa renonciation à ses prétentions.
Les restitutions continuent à s'opérer pendant les années suivantes : le 28 avril 1219, une enquête ayant montré que le manoir de Greetwell, dans le comté de Lincoln avait appartenu à Raoul avant la guerre, il lui est rendu.

### Cinquième croisade
Le 9 octobre 1218, Hugues IX le Brun, comte de la Marche, débarque en Égypte, à Damiette, en compagnie de son frère Raoul en réponse à l'appel d'Honorius III à participer à la cinquième croisade. Les frères Lusignan participent au siège de Damiette et ont surement été en contact avec l'épidémie qui s'est propagée dans le camp des croisés,.

### Décès et sépulture
De retour en Poitou, Raoul Ier d'Exoudun meurt le 1er mai 1219 à Melle et est inhumé à l'abbaye de Foucarmont en Normandie. Les circonstances de sa mort sont mal connues. Hugues IX le Brun, resté en Terre Sainte, décède à son tour à Damiette le 11 août 1219 probablement de maladie,.
À la suite de son décès, sa condamnation pour trahison envers le roi de France ne pèse plus sur sa veuve. À la fin de l'année 1220, Alix d'Eu réussi enfin à entrer en pleine possession de son héritage des deux côtés de la Manche. Les pressions effectuées par le neveu de son mari, Hugues X de Lusignan, comte de la Marche, sur les villes dépendantes du roi d'Angleterre en Poitou, ont forcé les régents à lui accorder la pleine gestion des baronnies d'Hastings et de Tickhill et à débouter Robert de Vieuxpont de ses prétentions.
| - Château de Villeneuve-la-Comtesse - Château d'Exoudun |

### Fondations
À quelques kilomètres au sud d'Exoudun, qu'il tenait de sa mère Aurengarde, Raoul fonda le prieuré de Notre-Dame de Fontblanche, ainsi qu'un nouveau bourg à Villeneuve-la-Comtesse.

## Unions et descendance

### Inconnue
Raoul Ier d'Exoudun avec une inconnue a un fils :
- Garin d'Exoudun[50] (av. 1200-ap. 1217), probablement bâtard de Raoul Ier d'Exoudun, est attesté en 1215 à Oxford où il doit faire ses études[62] puisque le roi Jean ordonne au maire et aux prévôts de la ville de lui trouver un revenu de 12 deniers par jour pour ses dépenses.

### Alix d'Eu
Alix d'Eu  (v. 1180-14 mai 1245) est fille aînée et l'héritière du comte Henri II d'Eu (♰ 1190/1191) de la maison des Rollonides et de Mathilde de Warenne (♰ av. 1128). Elle est comtesse d'Eu, baronne d'Hastings et de Tickill de son plein droit (suo jure).
Raoul épouse Alix en 1190 ou 1191 et ont trois enfants :
- Raoul II d'Exoudun[66],[67](v. 1207-2 sept. 1246), seigneur d'Exoudun, Chizé, Civray, Melle, Benet, La Mothe, Villeneuve, et comte d'Eu. Il épouse en secondes noces Yolande de Dreux (1216-26 janv. 1239), fille du comte Robert II (v. 1154-28 déc. 1218), et ont une fille unique :
  - Marie d'Exoudun (v. 1232-1er oct. 1260) mariée à Alphonse de Brienne dit d'Acre (v. 1227-1270), seigneur de Chizé[68].
- Mathilde d'Exoudun[69],[70] (v. 1207-14 août 1241 ), mariée vers 1236 à Humphrey IV (av. 1217-24 sept. 1275), de la maison de Bohun, 2e comte de Hereford, comte d'Essex et connétable d'Angleterre[71]. Elle reçoit le prénom de sa grand-mère maternelle : Mathilde de Warenne (♰ av. 1228) ;
- Jeanne d'Exoudun[70] (v. 1208-3 oct. ap. 1220)[72]. Elle porte le même prénom que sa tante maternelle, Jeanne d'Eu (♰ 1252) vicomtesse de Crieul.

## Sceaux et armoiries

### Sceau [1191]
Avers : Rond, 61 mm.
Description : Écu burelé de huit ou seize pièces au lambel de cinq pendants.
Légende : Détruite.
Références,

### Sceau [v. 1191]
Avers : Rond, 56 mm.
Description : Écu burelé de seize pièces au lambel de cinq pendants.
Légende : ✠ SIGILLUM RADULFI DE ISSOUD[...]
Légende transcrite : Sigillum Radulfi de Issoldun
Références,

### Sceau [1191/1201]
Avers : Rond, 43 × 45 mm.
Description : Écu burelé de dix pièces au lambel de huit pendants.
Légende : Détruite.
Contre-sceau : Rond, 41 × 44 mm.
Description : Type équestre de chasse à droite, le cheval au pas, le cavalier, vêtu d'une cotte, tenant probablement de la main gauche les rênes de sa monture et de la droite un chien sur la croupe du cheval.
Légende : Détruite
Référence,,

### Armoiries [1191]
| Blason | Blasonnement : Écu burelé d'argent et d'azur de huit pièces brisé d'un lambel de cinq pendants de gueules Commentaires : Blason de Raoul Ier d'Exoudun, d'après l'empreinte d'un sceau de 1191. |

Référence,,,

### Armoiries [1191/1201]
| Blason | Blasonnement : Écu burelé d'argent et d'azur de dix pièces brisé d'un lambel de huit pendants de gueules Commentaires : Blason de Raoul Ier d'Exoudun, d'après les empreintes d'un sceau entre 1191 et 1201. |

Référence,

## Sources et bibliographie

### Source diplomatique
- « Chronique des comtes d'Eu, depuis 1130 jusqu'à 1390 », Recueil des historiens des Gaules et de la France, éd. Natalis de Wailly, Léopold Delisle et Charles Jourdain, t. XXIII, Paris, H. Welter, 1894, p. 439-448. [lire en ligne]

### Source héraldique
- Clément de Vasselot de Régné, « Les mécanismes identitaires d’un groupe familial : sigillographie et héraldique des Lusignan en Occident (XIIe – XIVe siècles) », Revue française d’héraldique et de sigillographie - Études en ligne, no 5, Société française d’héraldique et de sigillographie, Paris, 2021, p. 1-43. [lire en ligne]

### Sources sigillographiques
- Inventaire des sceaux de la Normandie recueillis dans les dépôts d'archives, musées et collections particulières des départements de la Seine Inférieure, du Calvados, de l'Eure, de la Manche et de l'Orne avec une introduction sur la paléographie des sceaux, éd. Germain Demay, Paris, Imprimerie nationale, 1881. [lire en ligne]
- SIGILLA : base numérique des sceaux conservés en France, « Raoul Ier de Lusignan », sur sigilla.irht.cnrs.fr, Cnrs / IRHT. [lire en ligne]